# Jan Šimr
Jan Šimr (2. září 1900 Veselí nad Lužnicí – 3. září 1980 Velemín) byl český pedagog, přírodovědec, biolog a botanik a entomolog.

## Životopis
Jan Šimr se narodil 2. září 1900 ve Veselí nad Lužnicí. V roce 1919 absolvoval učitelský ústav v Soběslavi. Po škole začal v roce 1920 začal docházet do Botanického ústavu Univerzity Karlovy v Praze na přednášky profesora Josefa Velenovského, který jej nadchl pro sběr hub.
V září roku 1922 odešel studovat na českou menšinovou školu v Kostomlatech pod Milešovkou. Od roku 1927 vyučoval v Třebenicích, po válce dva roky v Třebívlicích a od roku 1947 trvale ve Velemíně, kde působil až do roku 1961, kdy odešel do penze.
Po vystudování učitelského ústavu začal publikovat ve školních zprávách, v odborných časopisech Mykologia, Věda přírodní i v Časopisu Národního muzea. Po příchodu do Českého středohoří byl veden českými botaniky a v roce 1926 se podílel na mikroklimatickém měření na Kajbě. Dále pracoval na geobotanickém průzkum této oblasti a zabezpečil přírodovědecké popisy rezervací. Pořídil popisy památných stromů na Třebenicku, Třebívlicku, Ústecku, Bílinsku a Lovosicku. Ve Velemíně založil za pomocí profesora Jaromíra Klika biologickou stanici.
Jan Šimr zemřel 3. září 1980 ve Velemíně, den po svých osmdesátých narozeninách.